# Wilhelm Eckstein
Pour les articles homonymes, voir Eckstein.
Wilhelm Eckstein (né le 28 octobre 1863 à Lauterbach, mort le 29 juillet 1936 à Düsseldorf) est un peintre allemand.

## Biographie
Wilhelm Eckstein étudie la peinture à l'académie des beaux-arts de Düsseldorf de 1883 à 1885, à l'académie prussienne des arts de 1885 à 1887 puis de 1887 à 1895 de nouveau à Düsseldorf, où il est alors élève à la maîtrise d'Eduard Gebhardt et est ami notamment avec un camarade, Rudolf Schäfer. Installé à Düsseldorf en 1895, il épouse en 1898 Else Bosch, fille du peintre Ernst Bosch, et a son propre atelier dans la maison de son beau-père. Il donne des cours privés. Le premier tableau d'Eckstein, La Sainte Nuit, est présenté en 1896 à l'Exposition internationale d'art de Berlin et à la Kunstverein de Breslau. 
Eckstein est membre de l'association d'étudiants des beaux-arts de Düsseldorf, Tartarus (de), qui existe de 1885 à 1892, puis de l'association d'artistes de Düsseldorf Malkasten.
En plus de la peinture, Eckstein s'intéresse de plus en plus aux techniques de papier découpé et de scie à chantourner. Il imprime souvent ses contes de fées et ses représentations d'animaux sur du papier photographique.